# Університет імені Яноша Шеє
Університет ім. Яноша Шеє (угор. Selye János EgyetemSelye János Egyetem, словацьк.: Univerzita J. Selyeho) — єдиний університет у Словаччині із угорською мовою викладання. Заснований у 2004 р. в м. Комарно (угор.: (Rév)Komárom), складається із трьох факультетів. Названий на честь канадського ендокринологоа австро-угорського походження  Яноша Шеє (в нашій літературі більше відомого в німецькому варіанті імені і прізвища — Ганс Сельє).

## Факультети
- Економічний факультет
- Гуманітарний факультет
- Богословський факультет

## Галерея

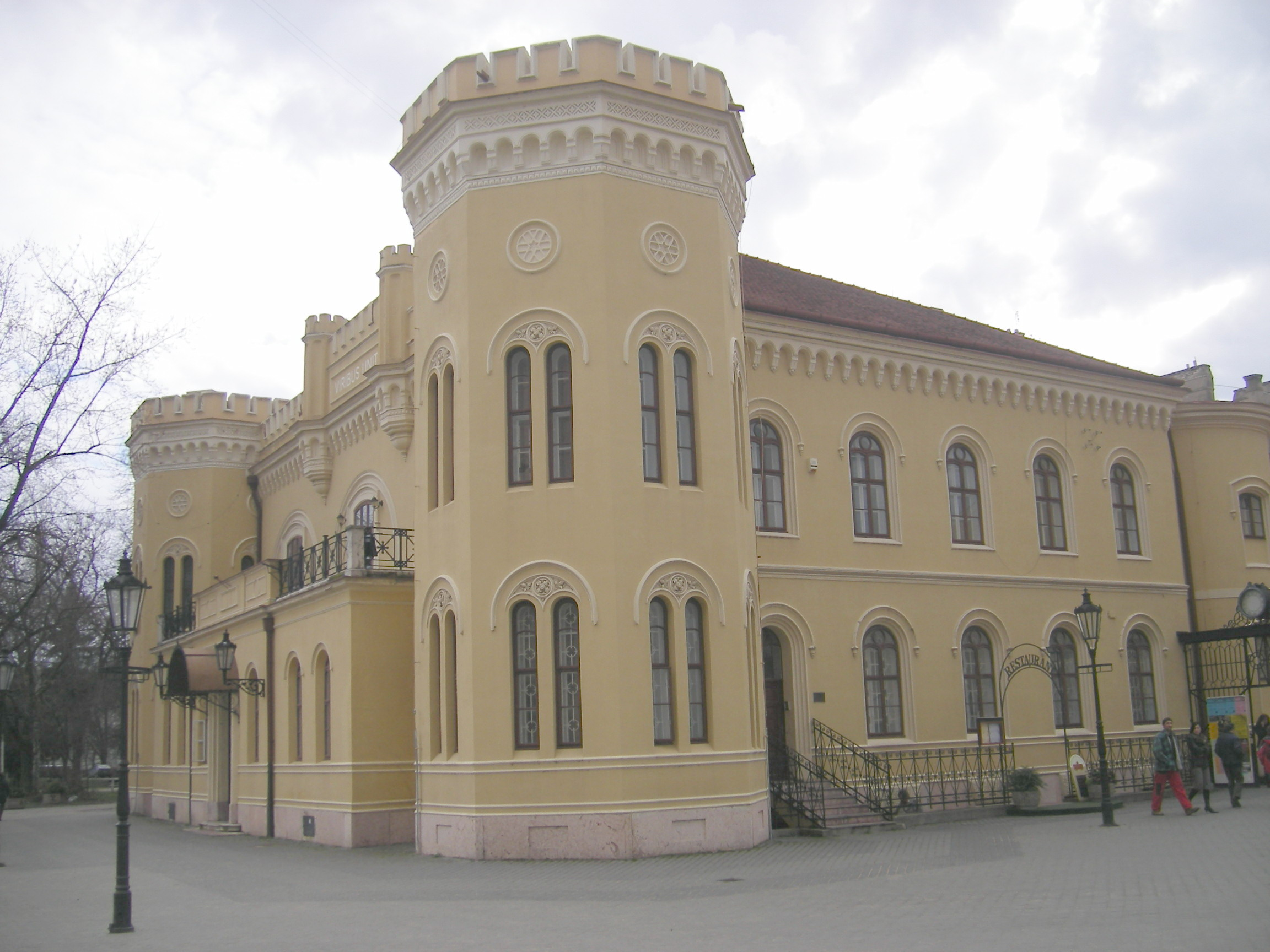
Головний корпус університету
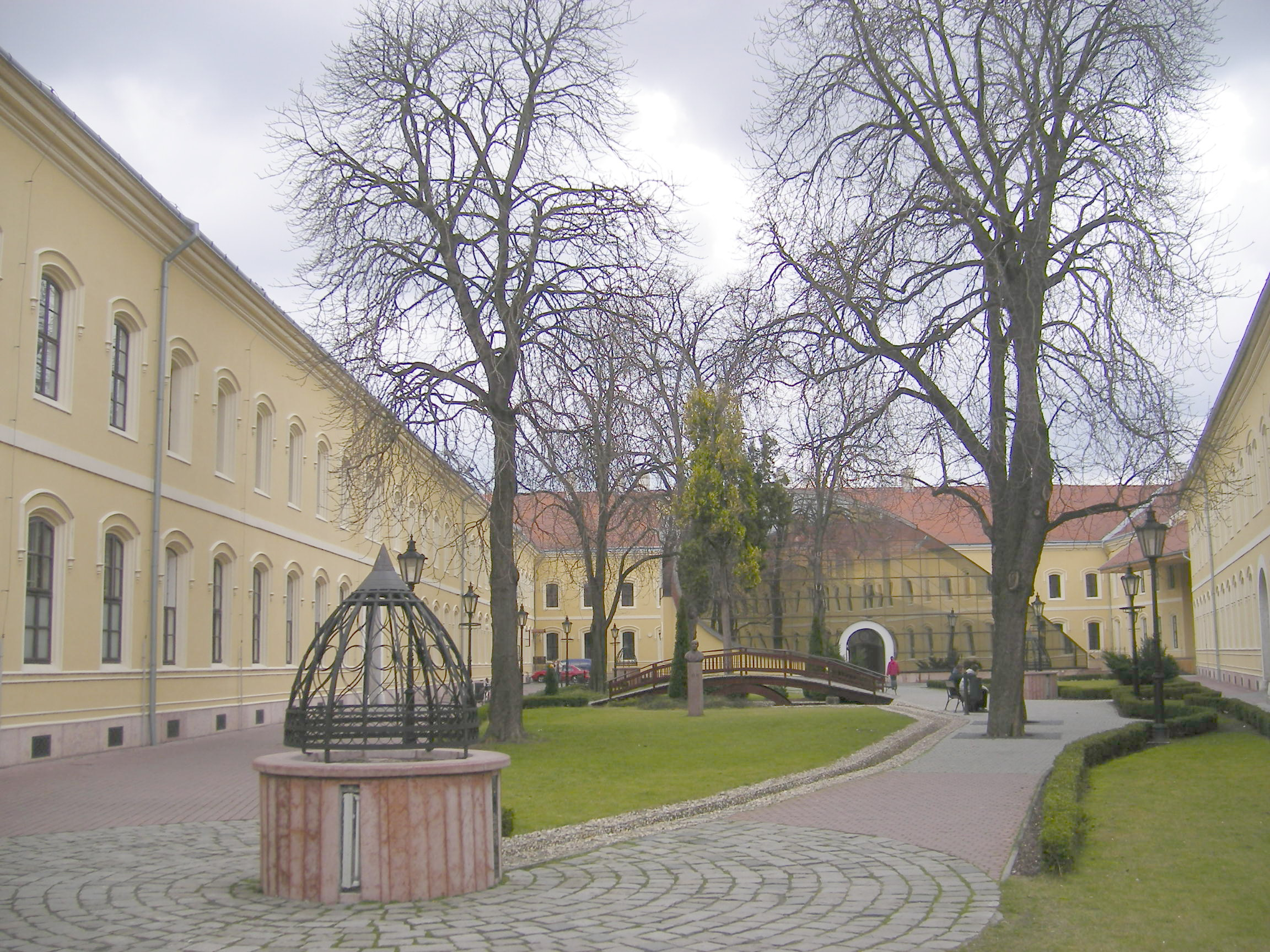
Головний корпус університету
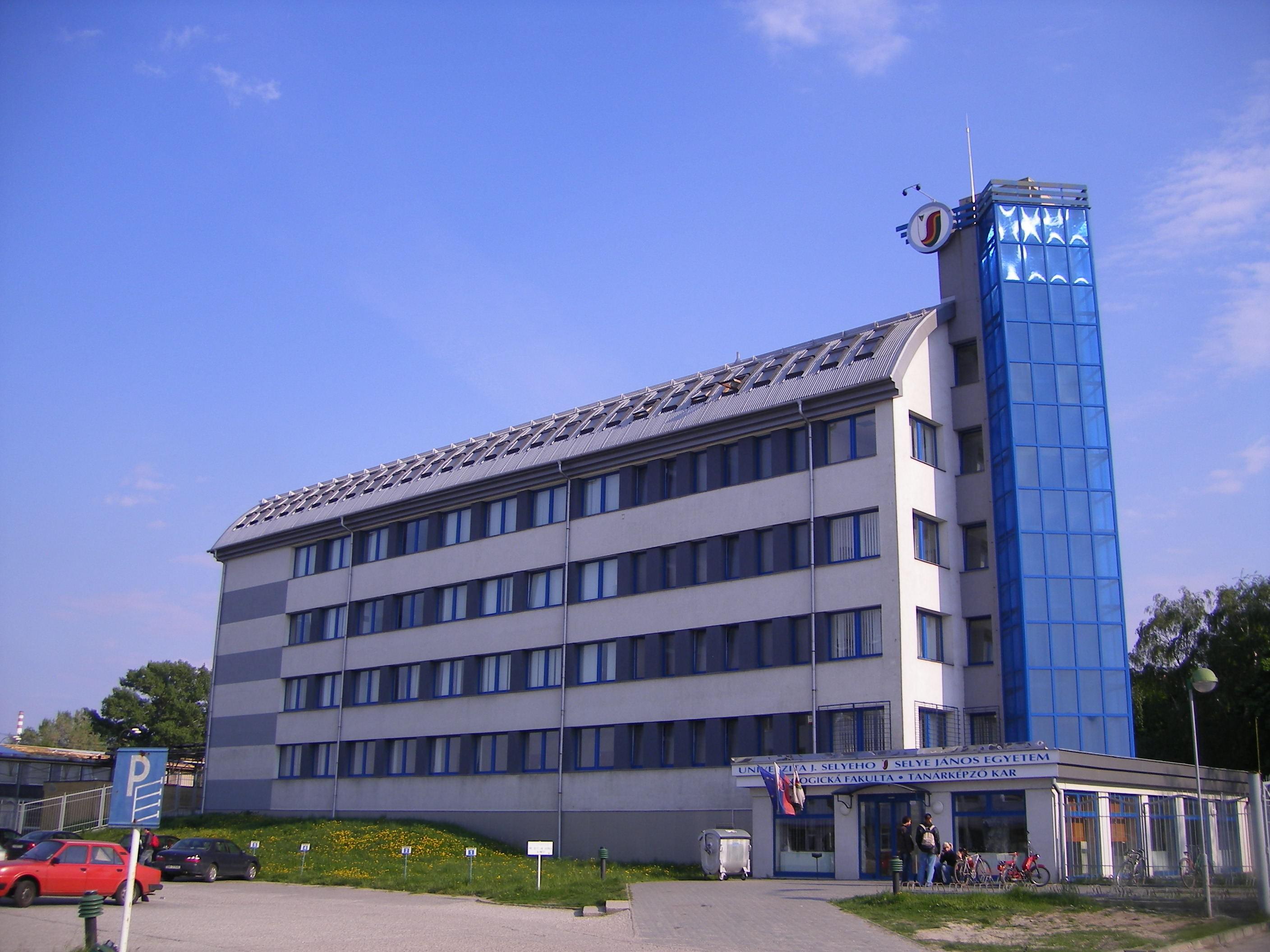
Педагогічний факультет
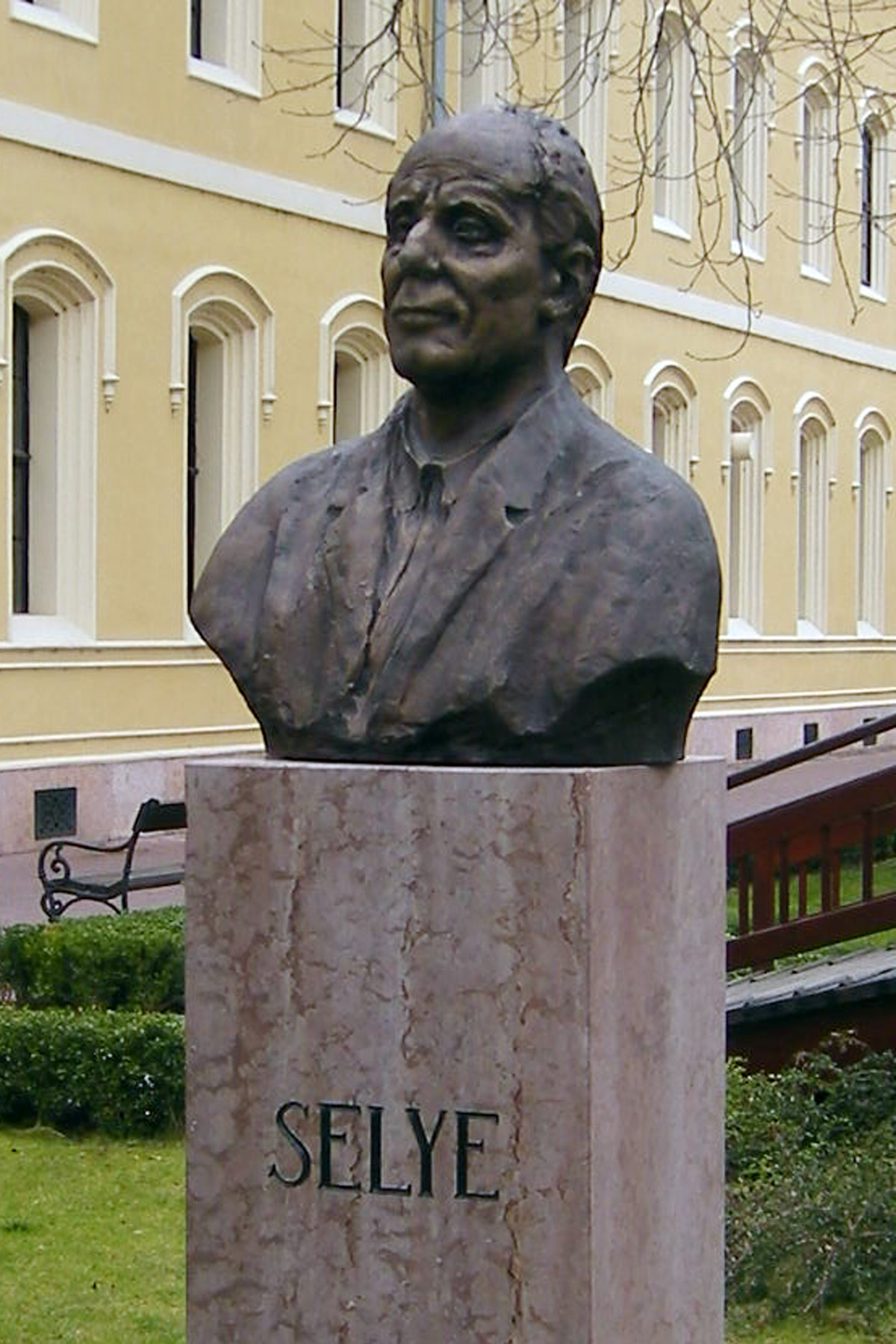
Бюст Яноша Шеє